# قرار مجلس الأمن التابع للأمم المتحدة رقم 1019
قرار مجلس الأمن التابع للأمم المتحدة رقم 1019، المتخذ بالإجماع في 9 تشرين الثاني / نوفمبر 1995، بعد الإشارة إلى القرارين 1004 (1995) و1010 (1995) بشأن الحالة في البوسنة والهرسك و1009 (1995) بشأن كرواتيا، ناقش المجلس انتهاكات القانون الإنساني الدولي في يوغوسلافيا السابقة.
وأعرب مجلس الأمن عن أسفه لعدم امتثال صرب البوسنة للقرارات المذكورة أعلاه. ووردت أنباء عن انتهاكات حقوق الإنسان والقتل الجماعي والاحتجاز غير القانوني والعمل القسري والاغتصاب والترحيل في سريبرينيتشا وبانيا لوكا وسانسكي موست. ووردت تقارير أخرى، من قبل عملية الأمم المتحدة لاستعادة الثقة والوكالات الإنسانية، عن انتهاكات في القطاعات الغربية والشمالية والجنوبية لكرواتيا، بما في ذلك حرق المنازل والنهب والقتل. كما أدان المجلس صرب البوسنة لعدم سماحهم للجنة الدولية للصليب الأحمر بالوصول إلى النازحين والسجناء.
وقد أُدينت جميع انتهاكات القانون الإنساني الدولي وحقوق الإنسان في يوغوسلافيا السابقة وطُلب من جميع الأطراف احترام التزاماتها. كما كان على صرب البوسنة السماح بالوصول إلى المشردين والسجناء والمفقودين، واحترام حقوقهم وسلامتهم وضمان الإفراج الفوري عنهم. بالإضافة إلى ذلك، طالب القرار بإغلاق جميع معسكرات الاعتقال في البوسنة والهرسك.
وفي غضون ذلك، كان على الحكومة الكرواتية ضمان وقف انتهاكات القانون الإنساني وحقوق الإنسان ومعاقبة المذنبين عن أي انتهاكات. وكان لابد من احترام حقوق سكانها الصرب، بما في ذلك إعادة اللاجئين، وعدم وضع أي قيود زمنية على عودة اللاجئين للمطالبة بممتلكاتهم.
كان على جميع البلدان، ولا سيما في إقليم يوغوسلافيا السابقة، التعاون مع المحكمة الجنائية الدولية الخاصة بيوغوسلافيا السابقة المنشأة بموجب القرار 827 (1993) والاستجابة لطلبات الدائرة الابتدائية. وصدرت تعليمات إلى الأطراف، ولا سيما صرب البوسنة، بعدم إتلاف أو تغيير أو إخفاء الأدلة على انتهاكات القانون الإنساني الدولي. وأخيراً، طُلب من الأمين العام بطرس بطرس غالي اطلاع مجلس الأمن بانتظام على الحالة.

## روابط خارجية
- نص القرار في undocs.org